# Аляскинский университет в Фэрбенксе
Аляскинский университет в Фэрбенксе (англ. University of Alaska Fairbanks, сокращенно UAF) — крупнейший университет в штате Аляска, США. Входит в систему Аляскинского университета.

## История
Университет в Фэрбенксе основан в 1917 году и начал прием студентов в 1922 году. Изначальное название — Аляскинский сельскохозяйственный колледж и горная школа (англ. Alaska Agricultural College and School of Mines), в 1925—1975 гг. назывался просто Аляскинский университет (англ. University of Alaska).
По данным U.S. News & World Report на 2017 год, является единственным университетом на Аляске, входящим в категорию «Национальные университеты» (в 2017 г. занимает 202 место в этой категории).

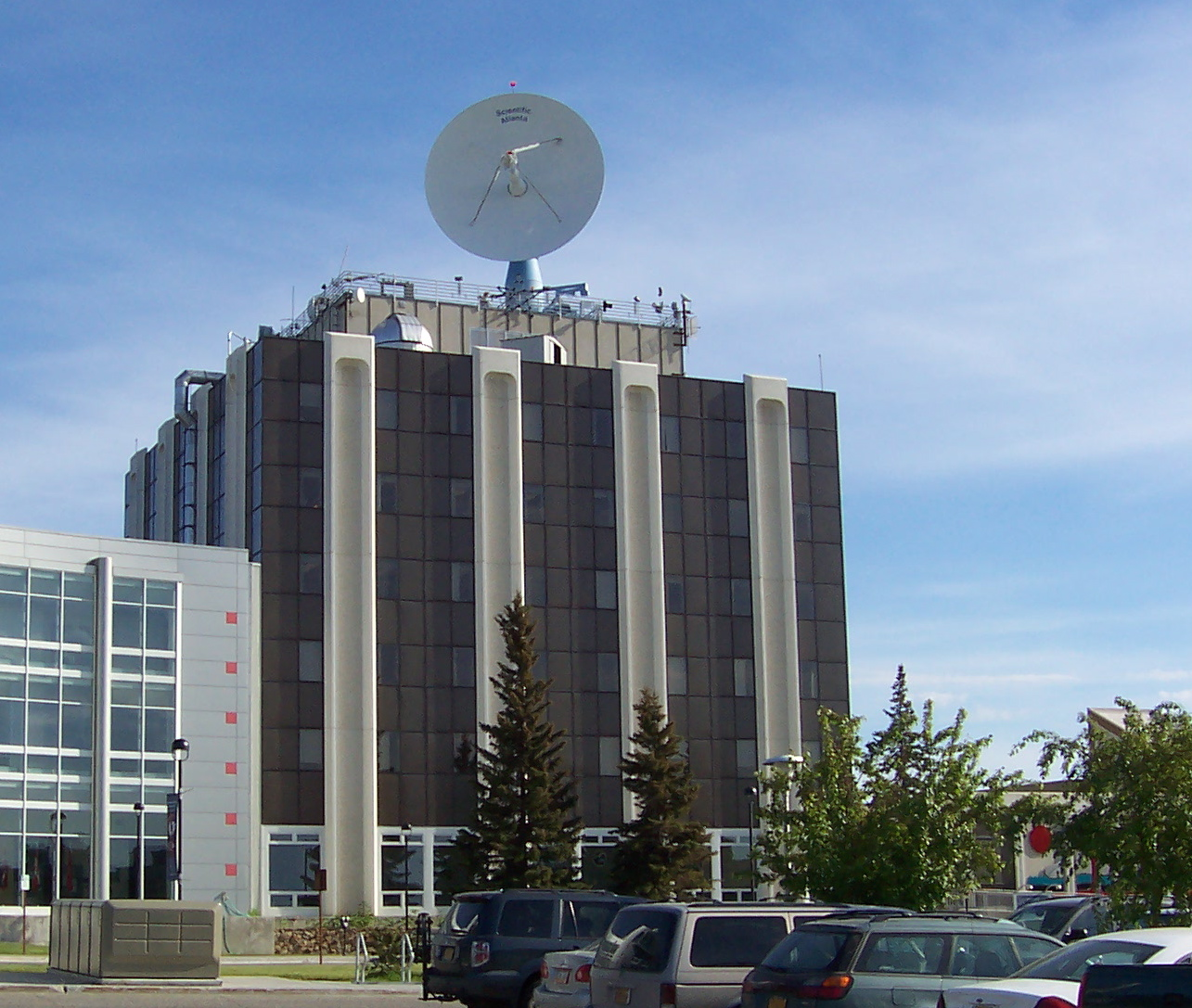
Геофизический институт

Аляскинский университет в Фэрбенксе является основным исследовательским центром в системе высшего образования на Аляске. В его структуру входят следующие исследовательские подразделения:
- Сельскохозяйственная и лесная станция
- Исследовательский центр Колледжа естественных наук и математики
- Геофизический институт
- Институт арктической биологии
- Институт морских наук
- Институт северного инженерного дела
- Международный арктический исследовательский центр
- Музей Севера Аляскинского университета

Кроме основного кампуса, располагающегося в окрестностях Фэрбенкса, и технического колледжа в самом Фэрбенксе, у университета есть кампусы в Диллингхеме, Коцебу, Бетеле, Номе и отдельный кампус для образования в малых населенных пунктах и Алеутских островах — Кампус внутренней Аляски (англ. Interior Alaska Campus).
В составе университета входит Библиотека Элмера Э. Расмусона — крупнейшая исследовательская библиотека на Аляске.

## Структура университета
В Аляскинский университет в Фэрбенксе входят 9 колледжей и школ, которые предлагают 147 степеней и 31 сертификат по 114 дисциплинам:
- Колледж инженеров и горного дела (англ. College of Engineering and Mines)
- Колледж рыболовства и морских наук (англ. College of Fisheries and Ocean Sciences)
- Колледж гуманитарных наук (англ. College of Liberal Arts)
- Колледж естественных наук и математики (англ. College of Natural Science and Mathematics)
- Колледж сельского и местного развития (англ. College of Rural and Community Development)
- Аспирантура (англ. Graduate School)
- Школа образования (англ. School of Education)
- Школа менеджмента (англ. School of Management)
- Школа природных ресурсов (англ. School of Natural Resources and Extension)

## Спорт

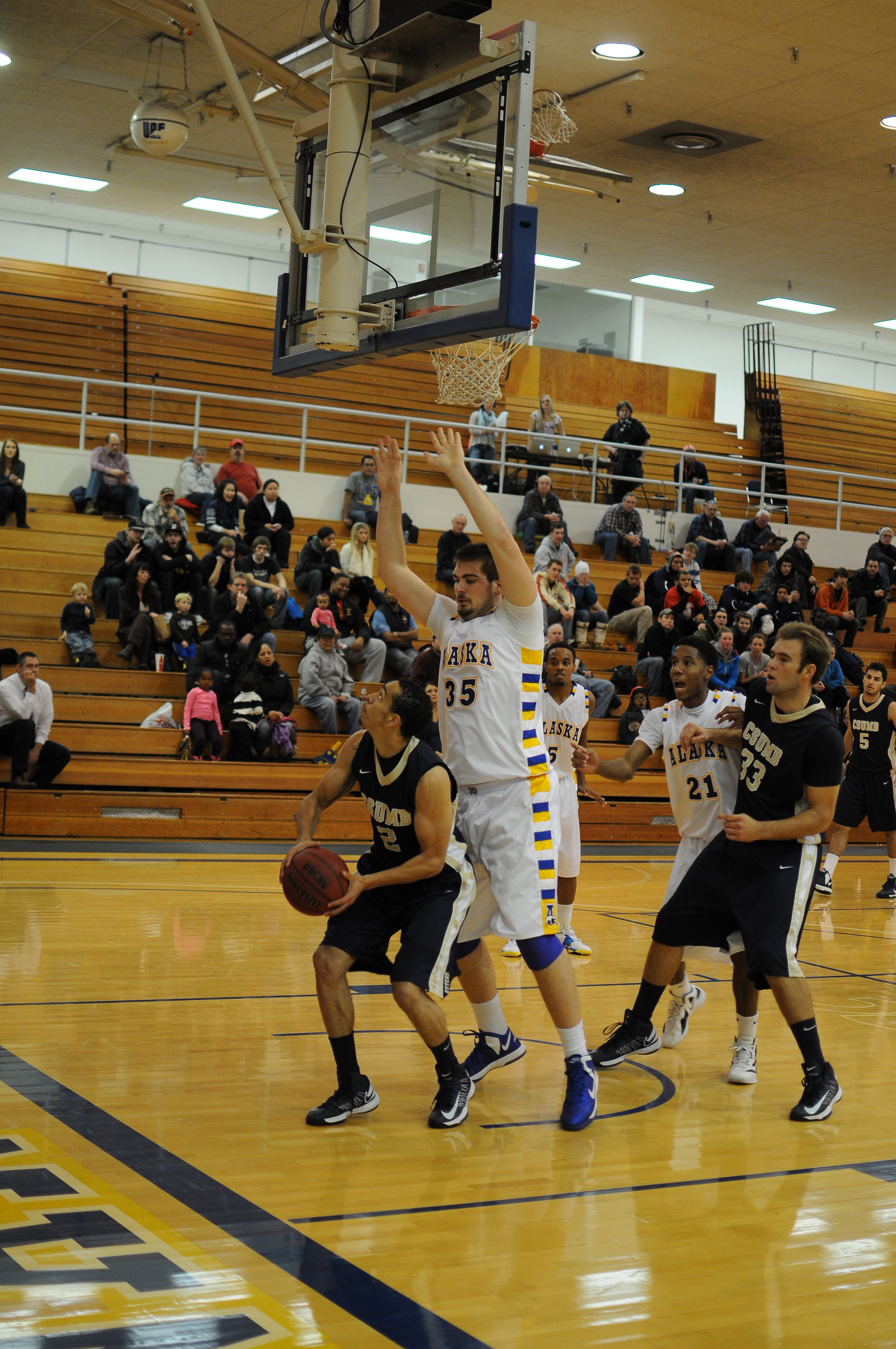
Университетская баскетбольная команда

Спортивные команды университета носят название «Аляскинские нануки» («нанук» — белый медведь на инуитском).
Наиболее известными являются одноимённая хоккейная команда, которая играет в чемпионате Западной университетской хоккейной ассоциации, и стрелковая команда, которая выиграла 10 национальных чемпионатов среди университетских команд.
В соревнованиях участвуют мужская и женская баскетбольные команды, команда по бегу по пересеченной местности, женская волейбольная команда, женская команда по плаванию, мужские и женские лыжные команды.
В отличие от большинства других вузов, университетская команда по американскому футболу в Фэрбенксе отсутствует (в основном, это связано с плохими погодными условиями).